# ナチュラルフード
ナチュラルフード（英: natural food）は、日本で用いられる食品関連用語のひとつで、明確な法的定義を持たないが、一般的には「農薬や化学肥料を極力使わずに栽培された農産物」や「保存料・着色料・人工甘味料などの添加物を使用せずに加工された食品」などを指す。
有機食品や自然食品、オーガニック、などと重なる意味を持つが、ナチュラルフードはより包括的・感覚的に使用されることが多い。

## 定義と概要

### 日本における用法と語源
1970年代以降、日本ではマクロビオティックの流行や自然食品店の登場とともに、「ナチュラルフード」という語が健康意識の高まりと関連して登場した。1999年の有機JAS制度創設以降、「オーガニック」や「無添加」といった表示とともに使われる機会が増え、2020年代にはプラントベースやヴィーガンと併記される例も多く見られるようになっている。

## 歴史と背景（日本）
1960～70年代には、生活協同組合を通じた無農薬野菜の共同購入などが始まり、ナチュラル志向の食品が注目された。1990年代には、欧米からのオーガニック思想の輸入とともに「ナチュラルフード」の語も浸透し始める。
2000年代以降には、食の安全や食品添加物に関する不安や問題提起が社会的関心を集め、国民の間で「体に入れるもの＝食べ物」への意識が高まった。特にBSE問題、産地偽装、放射性物質などの報道をきっかけに、消費者の「安心」「自然」「無添加」志向が強まり、ナチュラルフードへの関心も拡大した。
健康意識の高まりとともに、体と食の関係性を学ぶ機会として、料理教室や通信講座などが普及し、ナチュラルフードに関する体系的な知識を得る環境も整ってきた。これにより、単なるトレンドではなく、日常生活の中で実践される食スタイルとして定着しつつある。
2020年代現在では、エシカル消費やSDGsの文脈でも用いられる。

## 特徴と基準

### 生産・加工方法
ナチュラルフードと呼ばれる食品には、以下のような特徴がある。
- 有機農法や自然農法によって生産された農産物
- 抗生物質や合成飼料を使わずに育てられた畜産物
- 食品添加物（保存料、合成着色料、甘味料など）を極力排除した加工食品

### 食品表示・認証制度
「ナチュラルフード」という表示自体には法的規定がない。一方で、類似の表示に関しては以下の制度やガイドラインが存在する。
- 有機JAS：農林水産省が定める有機食品の検査認証制度により、「有機」や「オーガニック」と表示するには、認証機関の検査を受け、JASマークを付す必要がある[1]。

- 無添加表示ガイドライン：消費者庁は「無添加」「不使用」などの表示について、特定の添加物を指す明確な説明がなければ誤認表示にあたる可能性があるとし、ガイドラインを示している[2]。

### ヴィーガンとの関係
ヴィーガンは動物性食品や動物由来製品を一切摂取しない思想・ライフスタイルを指す。一方、ナチュラルフードは必ずしも動物性食品を排除するわけではなく、栽培方法や加工時の添加物回避など「より自然な食品選び」を目的とする傾向がある。ただし、ナチュラルフードとヴィーガンの志向が重なる例も増えており、健康や環境への配慮から併用されることも多い。

## 健康への影響とメリット
ナチュラルフードは、以下のような健康効果が期待されるとして注目されている。
- 残留農薬の摂取量低減
- ポリフェノールなどの抗酸化物質の含有量が多い可能性
- 生活習慣病（肥満・高血圧・糖尿病など）やアレルギー疾患の発症リスクの低下

## 消費動向と社会的意義
日本国内のオーガニック・ナチュラル食品市場は年々拡大しており、特に30〜50代女性を中心とした都市部での需要が高い。エシカル消費やフードロス削減、サステナブルな社会づくりの観点からも支持され、百貨店や大手スーパーなどでも関連商品が増えている。

## 課題と今後の展望
- 法的定義の不在：表示の自由度が高いため、消費者の誤認や事業者間での基準差が課題となっている。
- 価格と入手性の問題：生産コストの高さや流通の制約により、一般食品より高価格になりやすい。
- 科学的検証の蓄積不足：健康効果や環境貢献へのエビデンスの明確化が求められている。

将来的には、国際的なISO基準や民間認証制度を活用しつつ、消費者への正確な情報提供とアクセス改善が期待されている。